# Soldat (Dienstgrad)

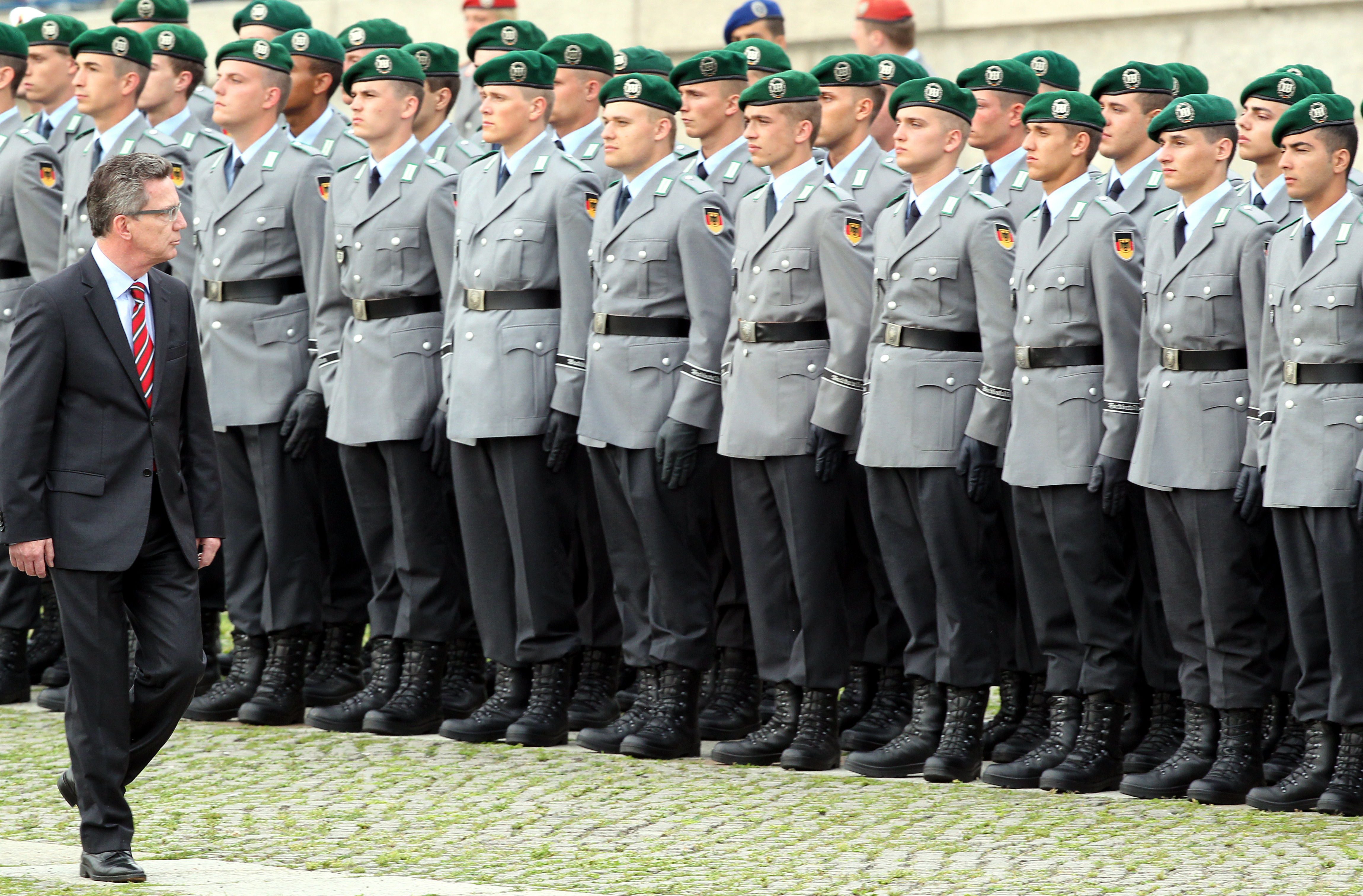
Deutsche Rekruten im Dienstgrad Grenadier. Grenadier ist die Bezeichnung für den niedrigsten Dienstgrad für Soldaten des Heeres im WachBtl BMVg

Der Soldat ist allgemein der niedrigste Dienstgrad in den Streitkräften eines Staates. In der Schweiz ist er einer der Grade der Schweizer Armee.

## Bundeswehr
Soldat ist in Deutschland eine Sammelbezeichnung für die niedrigsten Dienstgrade der Bundeswehr. Er selbst ist jedoch keine Dienstgradbezeichnung. Die Dienstgradbezeichnungen sind: Grenadier, Jäger, Panzerschütze, Panzergrenadier, Panzerjäger, Kanonier, Panzerkanonier, Pionier, Panzerpionier, Funker, Panzerfunker, Schütze, Flieger, Sanitätssoldat und Matrose.

## Schweizer Armee
In der Schweizer Armee ist Soldat der weitaus häufigste Mannschaftsdienstgrad. Im Gegensatz zu anderen Armeen wird ein Soldat nicht automatisch nach einigen Monaten Dienstzeit zum Gefreiten. Das Dienstgradabzeichen zeigt bei der Schweizer Armee einen diagonal stehenden Balken auf den Achselschlaufen.
| Niedrigerer Grad Rekrut | Mannschaftsgrad Soldat | Höherer Grad Gefreiter |
| Einordnung: Mannschaften – Unteroffiziere – Höhere Unteroffiziere – Subalternoffiziere – Hauptleute – Stabsoffiziere – Höhere Stabsoffiziere – Oberbefehlshaber der Armee Alle Grade auf einen Blick: Grade der Schweizer Armee |                        |                        |

## Nationale Volksarmee

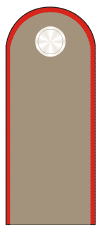
Soldat, Dienstgrad-abzeichen

In der Nationalen Volksarmee (NVA) der DDR und in den Grenztruppen der DDR war der Dienstgrad Soldat der niedrigste Dienstgrad der Mannschaften. Das Äquivalent in der Volksmarine war Matrose. Am Ende des zweiten Diensthalbjahres wurden die Soldaten regulär zu Gefreiten befördert.
| Dienstgrad        |        |                  |
| niedriger: keiner | Soldat | höher: Gefreiter |

## Vergleichbare Dienstgrade anderer Streitkräfte
In den Streitkräften der NATO ist der Soldat dem NATO-Rangcode OR-1 zugeordnet. Im englischen Sprachraum entspricht nach NATO-Rangcode der Private häufig dem niedrigsten Dienstgrad (in den britischen Streitkräften Private, in Kanada Private (Recruit) und in der Heer der Vereinigten Staaten Private E-1). Im Bundesheer ist der Rekrut gemäß NATO-Rangcode äquivalent.